# Laura Ikauniece
Laura Ikauniece-Admidiņa (Ventspils, 31 mei 1992) is een Letse atlete, die zich heeft toegelegd op de meerkamp. Ze nam tweemaal deel aan de Olympische Spelen en kwam bij die gelegenheden in 2016 met een vierde plaats op de zevenkamp tot haar beste resultaat.

## Biografie

### Jeugd
Laura Ikauniece is afkomstig uit een sportieve familie. Zij is de dochter van Vineta Ikauniece, de beste sprintster in de geschiedenis van de Letse atletiek (zij is onder meer houdster van de nationale records op de 100, 200 en 400 m) en Aivars Ikaunieks, die op de 110 m horden een beste tijd van 13,4 s op zijn naam heeft staan. Sinds de scheiding van haar ouders woont haar vader in het Verenigd Koninkrijk, waar hij coach is in diverse sporten. Haar grootvader Eric Plūksna was een goede verspringer en discuswerper, terwijl de broer van haar moeder, Adris Plūksna, als bobsleeër aan twee Olympische Winterspelen heeft meegedaan.
Reeds op de lagere school kwam Laura Ikanuniece in aanraking met diverse sporten, waaronder de atletiek, maar deed zij daarnaast aan hiphop dance. Vanaf haar veertiende richtte zij zich echter vooral op de meerkampdiscipline binnen de atletieksport.

### Eerste successen

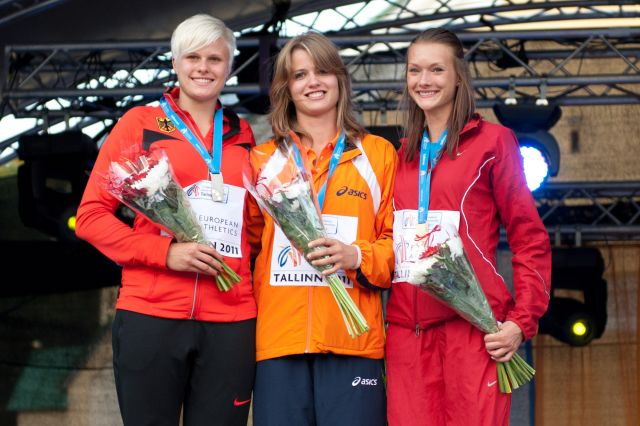
In de bloemen na de zevenkamp op de EJK in Tallinn in 2011. Sara Gambetta, Dafne Schippers en Laura Ikauniece.

Haar eerste succes op dit gebied boekte Ikauniece in 2009, toen zij op de wereldkampioenschappen voor atleten beneden de achttien jaar op de door de Britse Katarina Johnson gewonnen zevenkamp de zilveren medaille veroverde. Dat jaar werd zij op het EYOF in Tampere met een sprong over 1,82 m ook derde bij het hoogspringen en met 6,12 vierde bij het verspringen.
In 2010 behaalde Ikauniece op de wereldkampioenschappen voor junioren in het Canadese Moncton op de zevenkamp met 5618 punten een zesde plaats. De Nederlandse Dafne Schippers werd hier met bijna 350 punten meer, 5967 punten, kampioene. Een jaar later was zij Schippers echter al een stuk naderbij gekomen, want op de Europese kampioenschappen voor junioren in eigen land, Tallinn, veroverde zij achter de opnieuw winnende Nederlandse (goud met 6153 p) de bronzen medaille met een score van 6063 punten.

### Zilver op EK
De jaarlijkse Hypo-Meeting in het Oostenrijkse Götzis vormde de opmaat voor het beste seizoen tot dan toe in de carrière van Laura Ikauniece. Hoewel ze er niet bij de eerste tien eindigde, wist zij op de zevenkamp een totaalscore te realiseren van 6282 punten, een persoonlijk record dat haar voldoende perspectief gaf voor deelname aan de Olympische Spelen, later dat jaar in Londen. Een maand later deed ze het op de Europese kampioenschappen in Helsinki nog eens dunnetjes over en weer was een verbetering van haar PR het resultaat. Na een stevig gevecht met haar landgenote Aiga Grabuste veroverde zij de bronzen medaille met 6335 punten, tien meer dan Grabuste. Later werd haar medaille zelfs nog opgewaardeerd naar zilver, doordat de aanvankelijk als tweede geëindigde Oekraïense Lyudmyla Yosypenko later wegens overtreding van de dopingregels zou worden gediskwalificeerd.

### OS 2012 in Londen

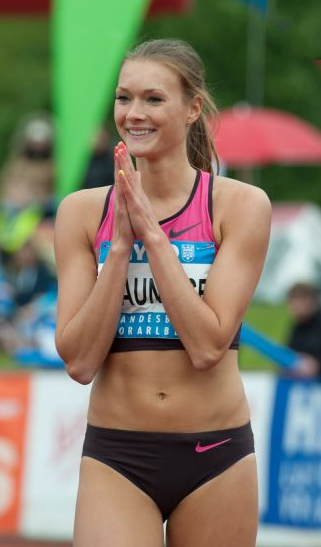
Laura Ikauniece is blij met haar prestatie op de Hypo-Meeting van 2013 in Götzis.

Opnieuw een maand later volgde de belangrijkste zevenkamp van haar carrière: die op de Olympische Spelen in Londen. En alweer verbeterde Ikauniece zich. Met een PR-totaal van 6414 punten eindigde de Letse op de negende plaats. Opvallend was, dat zij hierbij vele van de atletes voorbleef, onder wie Dafne Schippers, die zich hadden gespaard voor de Spelen en om die reden niet aan de zevenkamp tijdens de EK in Helsinki hadden deelgenomen. De drie atletes bij de eerste tien die wel acte de présence hadden gegeven in Helsinki - naast Ikauniece waren dat de Française Antoinette Nana Djimou en de Oekraïense Yosypenko – verbeterden echter alle drie hun PR.
Aan het eind van dat jaar werd zij in eigen land uitgeroepen tot ‘Rijzende ster van 2012’.

### Zilver op universiade
In 2013 werd Laura Ikauniece tiende op de vijfkamp tijdens de Europese indoorkampioenschappen in Göteborg en zesde op de zevenkamp met 6186 punten tijdens de Hypo-Meeting in Götzis, die ditmaal onder slechte weersomstandigheden plaatsvond. Op de universiade in het Russische Kazan werd zij vervolgens achter Tatjana Tsjernova tweede met 6321 punten, haar beste seizoenstotaal. Op de een maand later eveneens in Rusland (Moskou) gehouden wereldkampioenschappen kon zij dit niveau evenwel niet vasthouden en werd zij met 6159 punten elfde.
Alvorens in juli 2014 in het huwelijk te treden met langeafstandsloper Roland Ādmīdiņš, verbeterde Laura Ikauniece eerst nog in februari in Tallinn het Letse record op de vijfkamp. Ze stelde het op 4496 punten. De wereldindoorkampioenschappen in Sopot sloeg ze vervolgens over, maar eind mei was ze er op de Hypo-Meeting in Götzis weer bij en ditmaal was een zevende plaats met een eindscore van 6320 punten het resultaat.
Dat haar huwelijk geen aanslag had gepleegd op haar conditie, bleek vervolgens op de EK in Zürich, waar zij met een totaal van 6310 punten als zesde eindigde, vlak voor de Nederlandse Anouk Vetter, die met 6281 punten zevende werd.

### Studie
Laura Ikauniece studeert pedagogiek en psychologie aan de Universiteit van Letland.

## Titels
- Lets kampioene 200 m - 2009
- Lets kampioene 100 m horden - 2010
- Lets kampioene hoogspringen – 2010
- Lets kampioene 4 x 100 m - 2009

## Persoonlijke records
Outdoor
| Onderdeel    | Prestatie | Wind (m/s) | Datum            | Plaats         |
| ------------ | --------- | ---------- | ---------------- | -------------- |
| 100 m        | 11,78     | -1,0       | 2 juli 2016      | Valmiera       |
| 200 m        | 23,49     | -2,9       | 27 mei 2017      | Götzis         |
| 800 m        | 2.09,43   |            | 13 augustus 2016 | Rio de Janeiro |
| 100 m horden | 13,07     | +0,5       | 28 mei 2016      | Götzis         |
| 400 m horden | 62,85     |            | 2 mei 2010       | Liepāja        |
| hoogspringen | 1,84      |            | 2 augustus 2014  | Ogre           |
| verspringen  | 6,64      | +0,8       | 28 mei 2017      | Götzis         |
| kogelstoten  | 14,03     |            | 19 juli 2018     | Tallinn        |
| speerwerpen  | 56,32     |            | 19 mei 2017      | Tallinn        |
| zevenkamp    | 6815 (NR) |            | 27/28 mei 2017   | Götzis         |

Indoor
| Onderdeel    | Prestatie | Datum            | Plaats  |
| ------------ | --------- | ---------------- | ------- |
| 60 m         | 7,58      | 18 januari 2016  | Kuldīga |
| 800 m        | 2.14,01   | 1 maart 2019     | Glasgow |
| 60 m horden  | 8,29      | 1 maart 2019     | Glasgow |
| hoogspringen | 1,85      | 25 februari 2012 | Tallinn |
| verspringen  | 6,49      | 9 maart 2016     | Riga    |
| kogelstoten  | 13,92     | 3 februari 2019  | Tallinn |
| vijfkamp     | 4701 (NR) | 1 maart 2019     | Glasgow |

### Opbouw PR meerkamp en potentie op basis van persoonlijk records
In de tabel staat de uitsplitsing van het persoonlijk record op de zevenkamp. In de kolommen ernaast staat ook het potentieel record, met alle persoonlijke records op de losse onderdelen en de bijbehorende punten.
|              | Uitsplitsing PR | Uitsplitsing PR | Uitsplitsing PR |              | Potentieel record | Potentieel record |
| Onderdeel    | Prestatie       | Wind (m/s)      | Punten          | Pers. record | Punten            |                   |
| ------------ | --------------- | --------------- | --------------- | ------------ | ----------------- | ----------------- |
| 100 m horden | 13,10           | +1,0            | 1109            | 13,07        | 1114              |                   |
| hoogspringen | 1,77            |                 | 941             | 1,85         | 1041              |                   |
| kogelstoten  | 13,53           |                 | 763             | 14,03        | 796               |                   |
| 200 m        | 23,49           | -2,9            | 1030            | 23,49        | 1030              |                   |
| verspringen  | 6,64            | +0,8            | 1053            | 6,64         | 1053              |                   |
| speerwerpen  | 56,17           |                 | 980             | 56,32        | 983               |                   |
| 800 m        | 2.11,76         |                 | 939             | 2.09,43      | 973               |                   |
| Puntentotaal |                 |                 | 6815            |              | 6990              |                   |

## Palmares

### 200 m
- 2009:  Letse kamp. - 24,72 s

### 100 m horden
- 2010:  Letse kamp. - 14,48 s

### hoogspringen
- 2009:  EYOF – 1,82 m
- 2010:  Letse kamp. - 1,78 m

### verspringen
- 2009: 4e EYOF – 6,12 m

### vijfkamp
- 2013: 10e EK indoor – 4224 p
- 2019: 5e EK indoor – 4701 p (NR)

### zevenkamp
- 2009:  WK junioren U18 – 5647 p
- 2010: 6e WK U20 – 5618 p
- 2011:  EJK – 6063 p
- 2012: 11e Hypo-Meeting – 6282 p
- 2012:  EK – 6335 p (na DQ Josypenko)
- 2012: 8e OS – 6414 p (na DQ Josypenko)
- 2013: 6e Hypo-Meeting – 6186 p
- 2013:  Universiade – 6321 p
- 2013: 11e WK – 6159 p
- 2014: 7e Hypo-Meeting – 6320 p
- 2014: 6e EK – 6310 p
- 2015:  WK - 6516 p (NR)
- 2015:  IAAF World Combined Events Challenge - 19422 p
- 2016: 4e OS - 6617 p
- 2017:  Hypo-Meeting – 6815 p

### 4 x 100 m
- 2009:  Letse kamp. - 47,46 s

## Onderscheidingen
- Rijzende sportster van Letland - 2012